# Det Danske Kriminalakademis debutantpris
Det Danske Kriminalakademis debutantpris er en litteraturpris, der uddeles af Det Danske Kriminalakademi. Prisen er indstiftet i 1989 og gives for den bemærkelsesværdige debut i spændingsgenren.

## Modtagere
- 1989: Erik Otto Larsen for Pondus sidste sag, og Steen Harvig og Jørn Namer for Slutspil med blind makker
- 1990: Ole Frøslev Christensen for Tornen i øjet
- 1994: Hans Henning Harmer for Nr. 17 på dødslisten
- 1995: Mark Ørsten for Fædrenes sønner
- 1996: Steen Christensen for Drabsafdelingen, og Ole Strandgaard for Særlingens testamente
- 1997: Birgitte Jørkov for Den skønne Helene
- 2000: Gretelise Holm for Mercedes-Benz syndromet, og Martin Jensen for Eske Litle. Byfoged i Assens
- 2001: Ole Bornemann for Det sidste vidne
- 2002: Søren Lassen for En anden tid
- 2003: Thomas Qvortrup for Tæt på paradis, og Claus Herholdt for En skygge af tvivl
- 2004: Søren Meinertsen for Børnenes ven
- 2005: Sara Blædel for Grønt støv
- 2006: Anna Grue for Noget for noget
- 2007: Jonas Bruun for Drivjagt, og Inger Wolf for Sort sensommer
- 2008: Michael Katz Krefeld for Før stormen
- 2009: Sissel-Jo Gazan for Dinosaurens fjer
- 2010: Ikke uddelt
- 2011: A.J. Kazinski (makkerparret Anders Rønnow Klarlund og Jacob Weinreich) for Den sidste gode mand
- 2012: Jesper Stein for Uro
- 2013: Ane Riel for Slagteren i Liseleje
- 2014: Hans Davidsen-Nielsen for Hypokonderens død
- 2015: Finn Halfdan for Et nødvendigt offer
- 2016: Nina von Staffeldt for Frosne beviser
- 2017: Anne Mette Hancock for Ligblomsten
- 2018: Søren Sveistrup for Kastanjemanden
- 2019: Janni Pedersen og Kim Faber for Vinterland
- 2020: Torben Munksgaard for Digterens død
- 2021: Iben Albinus for Damaskus
- 2022: Heidi Amsinck for Mit navn er Jensen
- 2023: Christina Lund for Sort monsun
- 2024: Mikkel Blaabjerg for Den 6. magt